# Feltia hudsonii
Feltia hudsonii là một loài bướm đêm trong họ Noctuidae.